# Мавродиева, Радослава
Радосла́ва Мавроди́ева (болг. Радослава Мавродиева; род. 13 марта 1987, Сливен, Болгария) — болгарская легкоатлетка, специализирующаяся в толкании ядра. Бронзовый призёр чемпионата Европы в помещении 2015 года. Многократная чемпионка Болгарии. Участница летних Олимпийских игр 2012 и 2016 годов.

## Биография
Свой путь в лёгкой атлетике начинала со спринтерских дистанций, но затем по совету тёти, Валентины Желязковой, переключилась на толкание ядра. На юниорских чемпионатах мира и Европы без проблем преодолевала квалификацию и участвовала в основных соревнованиях, но до подиума не добиралась.
В 2006 году решила закончить со спортом по личным причинам. Лишь спустя три года, снова благодаря тёте, которая стала её тренером, Радослава вернулась в сектор. В отсутствие конкуренции регулярно выигрывала чемпионат страны, но на международном уровне реализовать себя не удавалось. В июне 2012 года установила личный рекорд 18,20 м, что было выше олимпийского норматива.
Выступление Радославы на Играх 2012 года вызвало широкий резонанс в спортивном мире Болгарии. В квалификации она не смогла сделать ни одной результативной попытки. По окончании соревнований её тренер в оправдание сказала, что они «недооценили» выступление на Олимпийских играх. Президент Болгарской федерации лёгкой атлетики Добромир Карамиринов разразился гневной тирадой в адрес тандема, поставив вопрос о целесообразности их нахождения в Лондоне и в национальной сборной в принципе. Эскалации конфликта способствовала ситуация начала года, когда Мавродиева намеренно саботировала своё участие в зимнем чемпионате мира, демонстративно сделав три заступа в квалификации. На этот турнир она не хотела ехать из-за плохой готовности, но федерация заставила её там выступить. Позже Радослава призналась, что действительно сделала это нарочно. В конце года федерация отреагировала на скандал вынесением «последнего предупреждения» спортсменке. Если неспортивное поведение повторится, Радослава будет дисквалифицирована. На этом инцидент был исчерпан.
После всех скандалов Мавродиева вернулась к соревновательной деятельности. В 2015 году установила личный рекорд в помещении 18,34 м и на чемпионат Европы в помещении ехала в качестве третьего номера рейтинга. В финале она показала результат меньше 18 метров — 17,83 м, но и его хватило для завоевания бронзовой медали.
В 2016 году впервые в карьере выступала в финале чемпионата мира в помещении, была 5-й на чемпионате Европы. Вторые Олимпийские игры прошли для Радославы без происшествий — с попыткой на 17,20 м она заняла 21-е место в квалификации.
Младшая сестра Радославы, Женя, также в середине 2000-х годов занималась толканием ядра.

## Основные результаты
| Год  | Турнир                          | Место проведения         | Место        | Результат |
| ---- | ------------------------------- | ------------------------ | ------------ | --------- |
| 2004 | Чемпионат мира среди юниоров    | Гроссето, Италия         | 6-е          | 15,79 м   |
| 2005 | Чемпионат Европы среди юниоров  | Каунас, Литва            | 5-е          | 15,72 м   |
| 2010 | Кубок Европы по зимним метаниям | Арль, Франция            | 7-е          | 16,30 м   |
| 2010 | Чемпионат Европы                | Барселона, Испания       | 18-е (квал.) | 15,58 м   |
| 2011 | Чемпионат Европы в помещении    | Париж, Франция           | 12-е (квал.) | 15,24 м   |
| 2011 | Кубок Европы по зимним метаниям | София, Болгария          | 6-е          | 16,79 м   |
| 2011 | Чемпионат мира                  | Тэгу, Южная Корея        | 25-е (квал.) | 15,76 м   |
| 2012 | Чемпионат мира в помещении      | Стамбул, Турция          | — (квал.)    | NM        |
| 2012 | Кубок Европы по зимним метаниям | Бар, Черногория          | 15-е         | 15,58 м   |
| 2012 | Чемпионат Европы                | Хельсинки, Финляндия     | 6-е          | 18,14 м   |
| 2012 | Олимпийские игры                | Лондон, Великобритания   | — (квал.)    | NM        |
| 2013 | Чемпионат Европы в помещении    | Гётеборг, Швеция         | 10-е (квал.) | 17,32 м   |
| 2013 | Кубок Европы по зимним метаниям | Кастельон, Испания       | 4-е          | 17,40 м   |
| 2013 | Чемпионат мира                  | Москва, Россия           | 19-е (квал.) | 17,34 м   |
| 2014 | Чемпионат мира в помещении      | Сопот, Польша            | 17-е (квал.) | 16,48 м   |
| 2014 | Кубок Европы по зимним метаниям | Лейрия, Португалия       | 11-е         | 16,22 м   |
| 2014 | Чемпионат Европы                | Цюрих, Швейцария         | 12-е         | 16,98 м   |
| 2015 | Чемпионат Европы в помещении    | Прага, Чехия             | 3-е          | 17,83 м   |
| 2015 | Кубок Европы по зимним метаниям | Лейрия, Португалия       | 4-е          | 17,17 м   |
| 2016 | Чемпионат мира в помещении      | Портленд, США            | 6-е          | 18,00 м   |
| 2016 | Чемпионат Европы                | Амстердам, Нидерланды    | 5-е          | 18,10 м   |
| 2016 | Олимпийские игры                | Рио-де-Жанейро, Бразилия | 21-е (квал.) | 17,20 м   |
| 2017 | Чемпионат Европы в помещении    | Белград, Сербия          | 2-е          | 18,36 м   |